# Lav IV.
Lav IV., papa od 10. travnja 847. do 17. srpnja 855.

## Životopis
Rođen je 790. u Rimu, a podrijetlom je iz Lombardije. Odgojen u benediktinskom samostanu čiji je član kasnije postao. Kao subđakon radio je u kuriji pape Grgura IV. Kada je umro papa Sergije II. izabran je za papu istog dana. Prvi potez kao papa bila je obrana Rima od Saracena. Prema projektima pape Lava III. organizirao je izgradnju gradskih zidina te je na desnoj obali Tibera izgradio zaštitne utvrde. 849. godine je Lav IV. na čelu svoje vojske pobijedio Saracene. Ta Bitka za Ostiju je bila jedna od najslavnijih u srednjovjekovnoj povijesti papa i proslavljena je na freskama koje je oslikao Rafael i njegovi učenici u tzv. Rafaelovim sobama u Sikstinskoj kapeli, u Vatikanu.
Odredio je da pri Svetoj Misi moraju gorjeti bar dvije svijeće, a na svečanim obredima šest. Također je uveo i obrede škropljenje naroda blagoslovljenom vodom. Umro je 17. srpnja 855. i pokopan u crkvi Svetog Petra. Proglašen je svetim, a spomendan mu se slavi 17. srpnja.

## Vanjske poveznice
- Katolička enciklopedija: Papa Sveti Lav IV.